# Syntrechalea caporiacco
Espèce
Syntrechalea caporiacco est une espèce d'araignées aranéomorphes de la famille des Trechaleidae.

## Distribution
Cette espèce se rencontre au Venezuela dans l'État d'Amazonas, au Guyana, au Brésil dans les États de Bahia et d'Alagoas et au Pérou dans les régions de Huánuco et de Junín,,.

## Description
La carapace du mâle holotype mesure 4,2 mm de long sur 3,6 mm de large et l'abdomen 5,0 mm de long et celle de la femelle paratype mesure 4,1 mm de long sur 4,0 mm de large et l'abdomen 5,3 mm de long.

## Étymologie
Cette espèce est nommée en l'honneur de Lodovico di Caporiacco.

## Publication originale
- Carico, 2008 : Revision of the Neotropical arboreal spider genus Syntrechalea (Araneae, Lycosoidea, Trechaleidae). Journal of Arachnology, vol. 36, no 1, p. 118-130 (texte intégral).